# جنگ هفت‌ساله

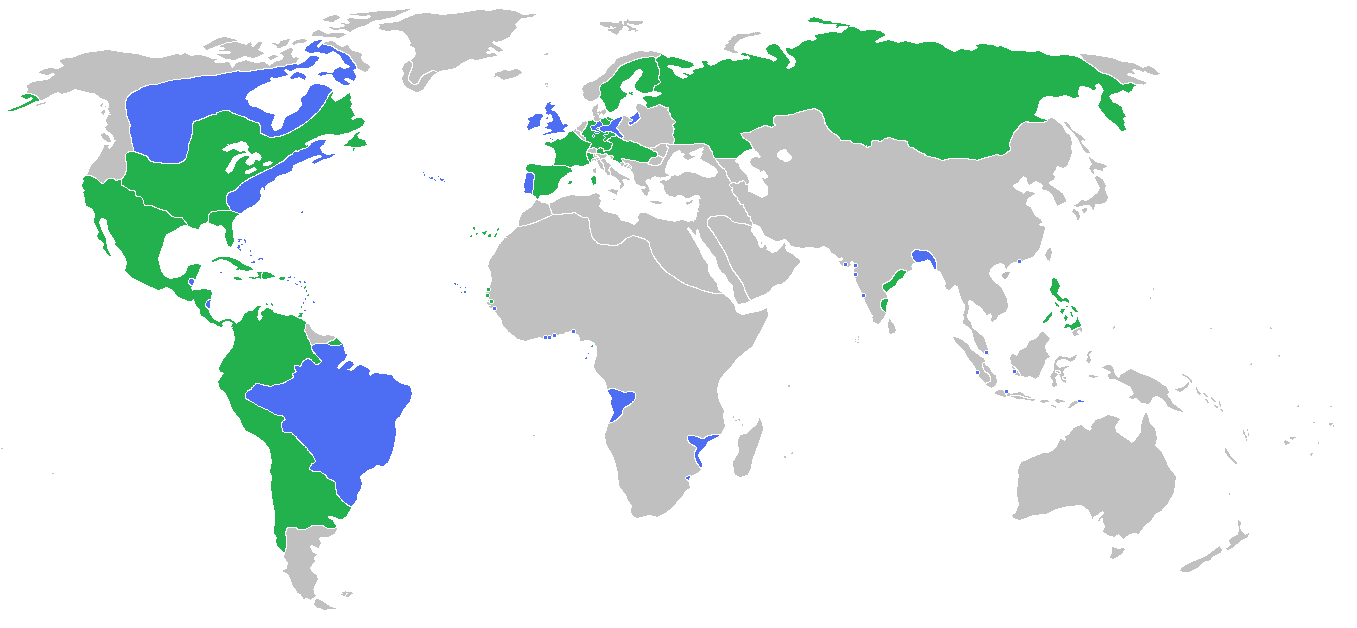
همه شرکت کنندگان در جنگ هفت‌ساله. آبی: بریتانیا، پروس، پرتغال با متحدان. سبز: فرانسه، اسپانیا، اتریش، روسیه، سوئد با متحدان.

جنگ هفت‌ساله یک درگیری نظامی بزرگ بود که بین سال‌های ۱۷۵۶ تا ۱۷۶۳ میلادی بین قدرت‌های بزرگ آن زمان رخ داد و آمریکای شمالی، کارائیب، مرکزی، اروپا، ساحل غربی آفریقا، هند و فیلیپین را تحت تأثیر قرار داد.
دولت‌های بریتانیا، اسپانیا و اتریش هیچ‌یک از معاهده اکس لاشاپل راضی نبودند و علل و بهانه‌های تازه‌ای برای برخورد و درگیری وجود داشت. رقابت مستعمراتی میان فرانسه و بریتانیا، در آمریکا و هند باقی بود. در آمریکا، مهاجران و کوچ‌نشین‌های انگلیس، در پیشروی به سوی مغرب، با مقاومت فرانسویان در لوئیزیانا مواجه شدند و چند بار زد و خوردهایی میان دو کشور صورت گرفت. دوپلکس که حکومت مستعمرات فرانسه را در هند به عهده داشت در صدد برآمد برای توسعه آنها در کارهای شاهزادگان هندی مداخله کند ولی این سیاست موجب تیرگی روابط او و انگلیسی‌ها گشت ولی دولت فرانسه برای جلوگیری از جنگ او را به فرانسه بازخواند. در اروپا، مخصوصاً اتریشی‌ها تمایل زیادی به درهم ریختن اساس صلح از خود نشان می‌دادند و ماری ترز که نمی‌توانست رنج از دست رفتن سیلزی را بر خود هموار کند می‌کوشید تا اتحادیه‌ای علیه پروس تشکیل دهد. وی به آسانی امپراتوری روسیه و اغلب دولت‌های آلمانی را در این اتحادیه وارد کرد و سپس فرانسه را نیز به طرفداری از اتریش واداشت. در نتیجهٔ این اقدامات، اتحادیه‌ها به صورتی مخالف و معکوس وضعی که سابق داشتند درآمدند، چون دولت انگلیس هم به طرفداری پروس برخاست و سوئد هم علیه پروس به متحدین پیوست. به این ترتیب دو جنگ، به موازات هم و تقریباً در یک زمان آغاز شد، یکی دریائی و مستعمراتی، و دیگری جنگ در خشکی، که صحنهٔ اصلی آن آلمان بود.
جنگ هفت ساله بر اثر حمله ناگهانی فریدریش دوم، پادشاه پروس در سال ۱۷۵۶ شروع شد. وی اتریشی‌ها را در لوبوسیتز شکست داد و قوای ساکس را در پیرنا به تسلیم واداشت ولی خود او از چهارسو مورد حمله قرار گرفت، از جنوب به وسیله اتریشی‌ها، از مشرق توسط روس‌ها، از شمال به وسیله سوئدی‌ها و از مغرب به وسیله فرانسویان و متحدین آلمانی آنها، تنها متحد فردریک، انتخابگرنشین هانوفر بود که پادشاه آن پادشاه انگلیس هم بود. وی با دلاوری و مهارت جنگید و از بی‌ثباتی و کندی حریفان که نمی‌توانستند عملیات قوای خود را هماهنگ و منظم سازند استفاده کرد. در مغرب، فرانسویان، هانوفر را به تصرف درآورده به آلمان‌ها ملحق شدند لیکن با آنکه در جنگ روسباخ شکست خوردند بر نیروهای نظامی هانوفر فائق آمدند. اتریشی‌ها سیلزی را تصرف کردند ولی در مقابل حملات فردریک دوم در بوهم صورت دفاعی به خود گرفتند و با وجود فتوحاتی که در کولن، هوخ کیرشن، نصیب آنها شد در پراگ، لیگ نیتز و تورگو شکست یافتند؛ سرداران اتریشی فاقد مهارت و تدبیر فردریک دوم بودند، منتهی چون قوای بیشتری در اختیار داشتند، ساکس و سیلزی را متصرف شدند. اما روس‌ها پس از جنگ بی‌نتیجهٔ زورندورف، پروس شرقی را گرفته، در کونرسدورف نیز بر دشمن غلبه کرده، پومرانی و براندبورگ را به تصرف درآوردند و وارد برلین شدند. فردریک دوم با تمام تلاش و کوششی که معمول داشت ظاهراً قدرت مقاومت را از دست داده بود و در عین کمی وسایل و قلت تعداد سپاهی، از طرف دولت انگلیس هم دیگر کمکی به او نمی‌رسید؛ ولی در سال ۱۷۶۲ حادثهٔ غیرمترقبه‌ای او را نجات داد، به این معنی که چون الیزابت ملکهٔ روسیه درگذشت، پتر سوم جانشین او شد و پتر سوم مقام و منزلت والائی برای فردریک دوم قائل بود. سیاست روسیه از این پس تغییر کرد، امپراتور روس اتریشی‌ها را به تخلیه سیلزی واداشت و در همین موقع سوئدی‌ها حاضر به صلح شدند. اگرچه پتر سوم کمی بعد درگذشت و ملکه جدید روسیه، کاترین دوم، سیاست بیطرفی در پیش گرفت، لیکن ماری ترزا دریافت که پیروزی در جنگ امکان‌پذیر نیست و به همین مناسبت مذاکراتی را آغاز کرد که به صلح هوبرتسبورگ منجر شد و این صلح وضع موجود را به حال خود نگاه داشت.

## زمینه

### جنگ جانشینی اتریش
اتریش و پروس که هر دو جزئی از امپراتوری مقدس روم بودند برای تبدیل شدن به مهم‌ترین قدرت این امپراتوری با هم رقابت داشتند. جنگ‌های جانشینی اتریش از ۱۷۴۰ تا ۱۷۴۸ به مدت هشت سال ادامه داشت و فرانسه و پروس از یک سو و بریتانیا و اتریش (خاندان هابسبورگ) از سوی دیگر صف‌آرایی کردند. در انتهای جنگ هم طرف‌های اروپایی (پروس و اتریش) به موازنه قدرت رسیدند و هم طرف‌های استعماری (بریتانیا و فرانسه). بر اساس صلح آکس لاشاپل فرانسه مجبور به تخلیه هلند شد که این امر موجب خشم مردم فرانسه گردید.

### رقابت استعماری
پس از افول امپراتوری‌های اسپانیا و پرتغال، فرانسه و انگلستان برای تبدیل شدن به قدرت مسلط استعماری با هم رقابت و دشمنی پیدا کردند. بریتانیا بیشتر در پی منافع ملی و فرانسه بیشتر در پی منافع دربار بود. تا نیمه قرن هجدهم، فرانسه ار نظر سلطه سیاسی و حضور در مناطق مختلف جهان از بریتانیا جلوتر بود.

### وارونگی اتحادها
در ابتدای جنگ هفت ساله فرانسه و اتریش از یک سو و بریتانیا و پروس از سوی دیگر با هم متحد شدند که از آن به وارونگی اتحادها یاد می‌شود چرا که فرانسه دشمن دیرینه خاندان هابسبورگ اتریش بود، اما در ۱۷۵۶ با آن متحد شد و با هم پیمان دوستی ورسای را امضا کردند.

## روند جنگ

### جبهه قاره‌ای
پروس در واکنش به پیمان دوستی ورسای بین فرانسه و اتریش به اتریش حمله کرد و ناحیه ساکس را در ۱۷۵۷ اشغال نمود. فرانسه و روسیه نیز در حمایت از اتریش به پروس حمله کردند و فرانسه هانوور را به اشغال خود درآورد. سوئد نیز که وضعیت را مساعد دید به پروس اعلان جنگ کرد و با ۱۷۰۰۰ سرباز به پومرانی حمله کرد. سوئدی‌ها بر این باور بودند که پروس، که در چند جبهه مشغول بود، نمی‌تواند در برابر این حمله دفاعی از خود بکند.
در اواسط سال ۱۷۵۷ وضعیت پروس بحرانی می‌نمود و جنگ در چهار جبهه کار را برای فردریک دشوار کرده بود. با این حال در نوامبر و دسامبر آن سال همه چیز تغییر کرد. فردریک ابتدا در پنجم نوامبر فرانسه را در نبرد رزباخ شکست داد، و در پنجم دسامبر در نبرد لوتن شکست سختی بر اتریش وارد نمود. سپس توجهش را متوجه سوئد کرد و در مدت کوتاهی آنان را از خاک پروس بیرون کرد و بخش زیادی از پومرانی سوئد از جمله شهر اشترالزوند را تصرف کرد.
بریتانیا در اروپای قاره‌ای وارد جنگ نشد، ولی به پروس کمک‌های مالی قابل توجهی کرد.

### جبهه استعماری
جبهه اصلی جنگ مربوط به فرانسه و بریتانیا بود که در آن فرانسه به سرعت متصرفات خود را در هند و کانادا از دست داد و انگلیسی‌ها جزایر مارتینیک و کوبا را به تصرف خود درآوردند.

### پایان جنگ
با مرگ الیزابت و روی کار آمدن پتر سوم، روسیه از جنگ با پروس خارج شد و اعلام بی‌طرفی کرد. جرج سوم که در سال ۱۷۶۰ میلادی به تخت پادشاهی نشست خواهان صلح بود. همچنین ضعف مالی و نظامی فرانسه، ادامه جنگ را برای فرانسه ناممکن کرده‌بود.
به این ترتیب، مذاکرات صلح آغاز شد و در فوریه ۱۷۶۳ پیمان پاریس به جنگ فرانسه و بریتانیا و پیمان هوبرتسبورگ به جنگ پروس و اتریش پایان داد.

## نتیجه جنگ
بازنده اصلی جنگ هفت ساله، فرانسه بود که بسیاری از مستعمرات خود را از دست داد. همچنین با خروج فرانسه از آمریکای شمالی، سرخپوستان قاره آمریکا، متحد اصلی خود یعنی دولت فرانسه را از دست دادند و مورد پاکسازی‌های قومی قرار گرفتند.
نظریه موازنه قوا در این جنگ شکل گرفت و امریخ دو واتل با استمداد از نظریات توسیدید در کتاب تاریخ جنگ‌های پلوپنزی این نظریه را احیا کرد چرا که هیچ‌یک از قدرت‌های اروپایی نتوانسته بود دیگری را کاملاً از صحنه خارج کند.
یکی دیگر از پیامدهای این جنگ‌ها، وقوع انقلاب آمریکا و سپس انقلاب فرانسه بود. این جنگ سبب تهی‌شدن خزانه‌های مالی بریتانیا و فرانسه شد. پادشاهی بریتانیا برای پرکردن خزانه‌اش، هزینه آن را به گردن مستعمره نشین‌های آمریکا انداخت و با وضع قوانینی نظیر قانون تمبر و سپس وضع مالیات بر روی شیشه ، چینی ، رنگ و چای ، موجب شورش آنها و سرانجام انقلاب آمریکا شد. فرانسه که دیگر مستعمره ثروتمندی نداشت، به ناچار این هزینه‌ها را به مردم خودش تحمیل کرد . فرانسه شورش مستعمرات ۱۳گانه امریکا را فرصتی برای خود تلقی کرد تا به نوعی از رقیب برنده خود در جنگ هفت ساله انتقام بگیرد . لذا با حمایت های مالی ، تسلیحاتی و لجستیکی از میهن پرستان امریکایی، کوشید تا بریتانیا را ضعیف سازد ‌. انقلاب امریکا نیز ۸ سال به طول انجامید و خزانه دودمان بوربون را از پیش تهی‌تر کرد. از سوی دیگر آرمان‌های آزادی و برابری مردم امریکا ، که توسط افرادی نظیر بنجامین فرانکلین ، در جراید فرانسه منتشر میشد ، سبب ترویج این اندیشه‌ها در بین مردم فرانسه گردید . مجموع این عوامل در نهایت موجب قیام و انقلاب مردم فرانسه شد.
بریتانیا موفق شد هند و آمریکای شمالی را از حضور رقیب اصلی خود، یعنی فرانسه پاک کند و زمینه را برای حضور در سرزمین‌های دیگر مثل ایران، افغانستان، تبت و چین فراهم کند. همچنین بریتانیا بر بیش از نود درصد سرزمین‌های آمریکای شمالی تسلط یافت.
پیروزی‌های نظامی پروس این کشور را به یکی از قدرت‌های بزرگ اروپا تبدیل کرد، ولی اثرات مخرب این جنگ، جمعیت پروس را به شدت کاهش داد. با این حال پس از جنگ هفت ساله بسیاری از کشورها افسران خود را به پروس فرستادند تا راز قدرت نظامی را از پروسی‌ها بیاموزند، که سبب شد ابتکارات نظامی پروس در بسیاری از ارتش‌های مدرن جهان تقلید شود.